# Lassy (Ille-et-Vilaine)
Lassy is een gemeente in het Franse departement Ille-et-Vilaine (regio Bretagne). De plaats maakt deel uit van het arrondissement Redon. Lassy telde op 1 januari 2022 1.817 inwoners.

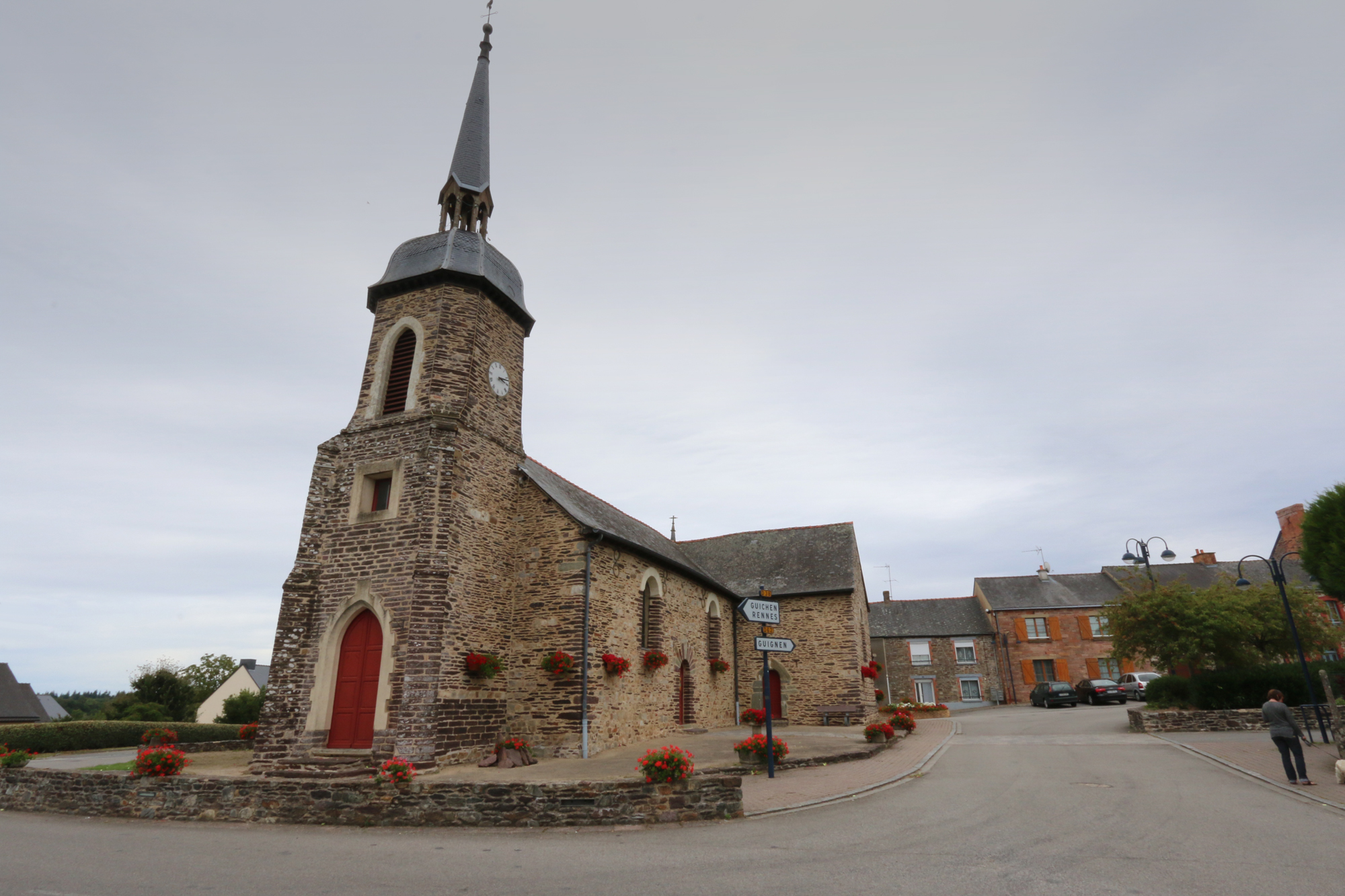
Kerk in Lassy
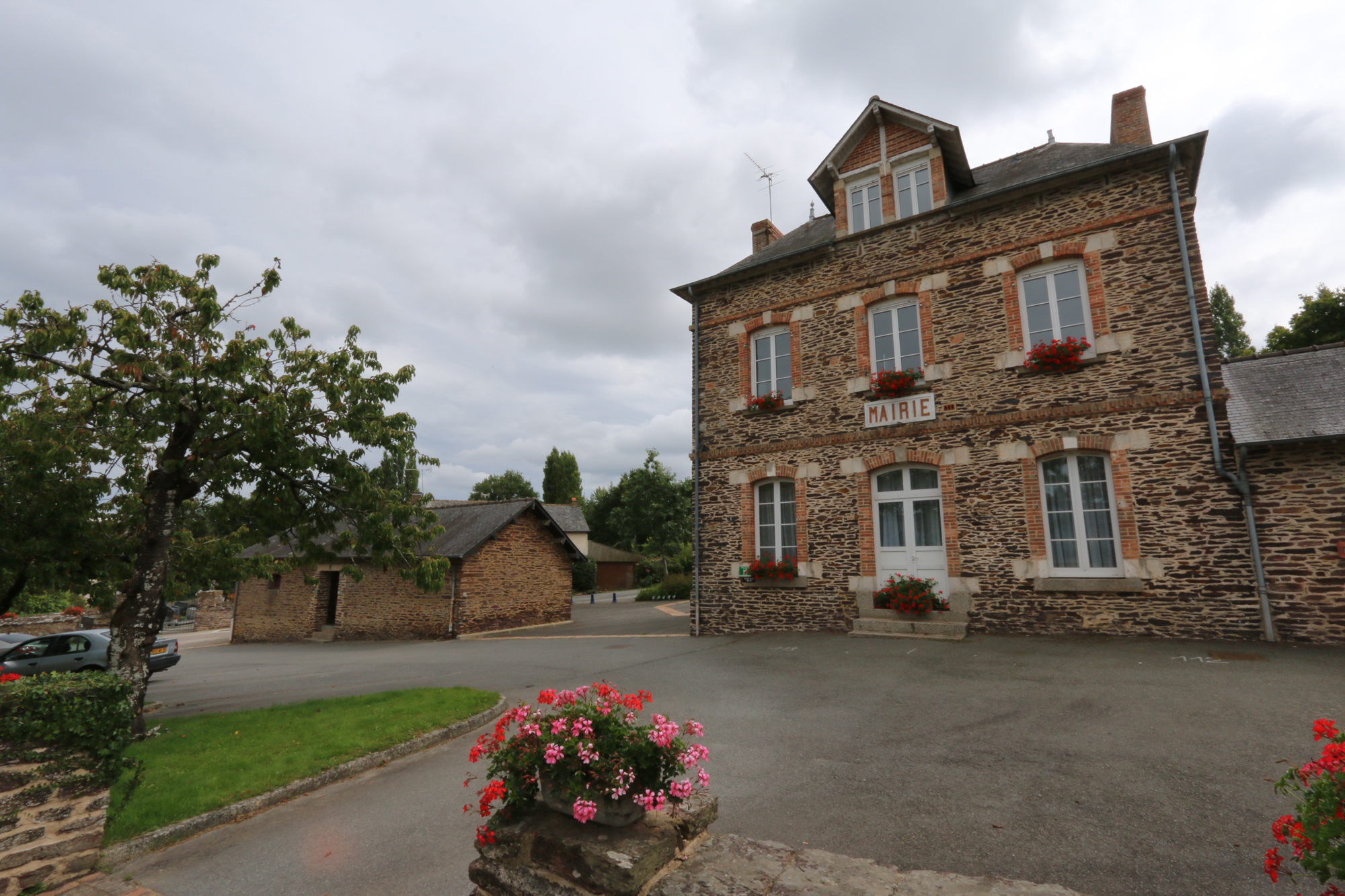
Gemeentehuis

## Geografie
De oppervlakte van Lassy bedroeg op 1 januari 2022 9,76 vierkante kilometer; de bevolkingsdichtheid was toen 186,2 inwoners per km².

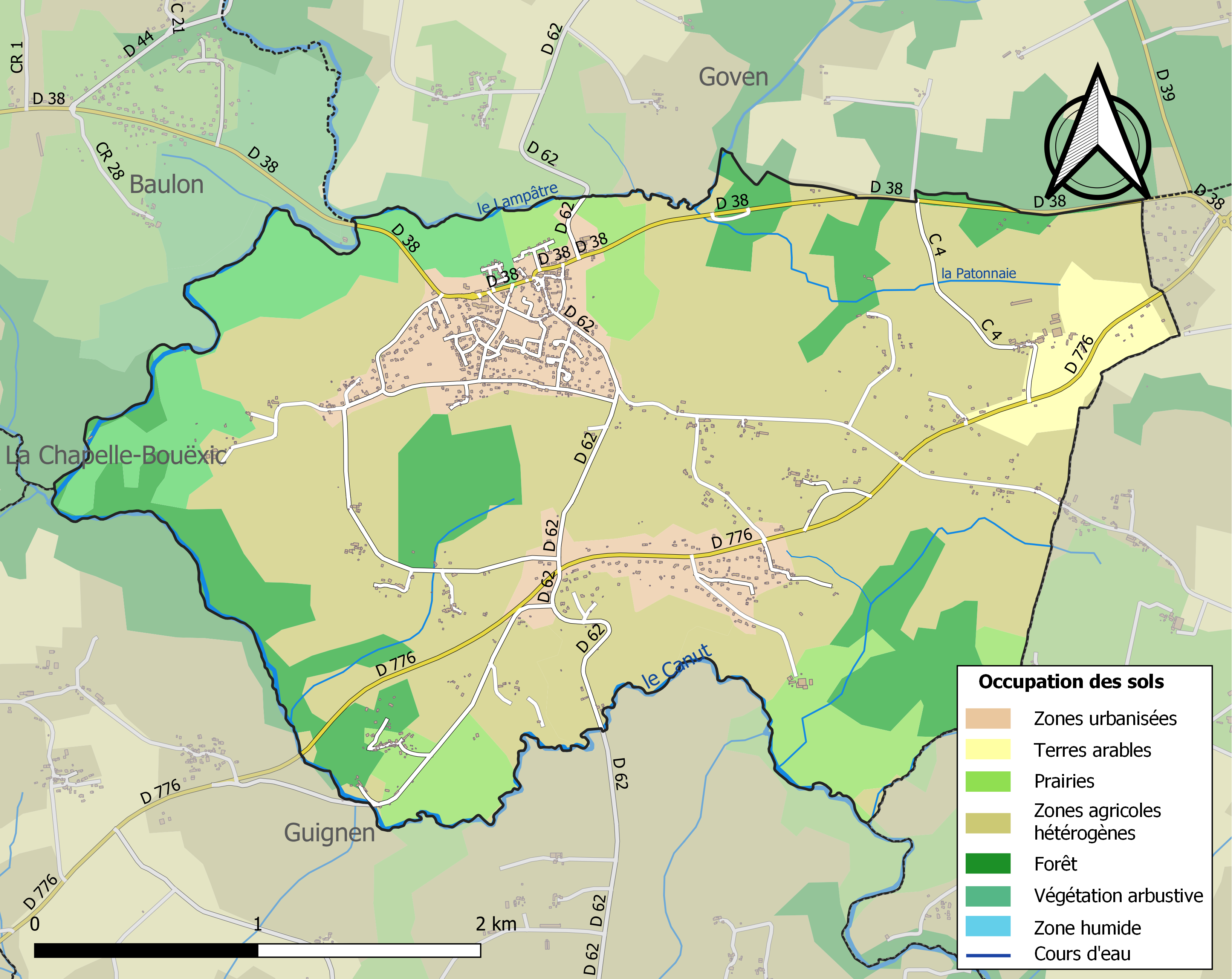
Kaart van de gemeente met belangrijkste infrastructuur, bodemgebruik en omliggende gemeenten

## Demografie
Onderstaande figuur toont het verloop van het inwonertal (bron: INSEE-tellingen).